# Henri Delmotte
Henri Philibert Joseph Delmotte (Baudour, Henao, 14 de mayo de 1822 - Bruselas, 1884) fue un dramaturgo belga.
Delmotte estudió Derecho y se hizo funcionario, donde ejerció de comisario local en Nivelles. Pero pronto se retiró a su vida privada y se trasladó a Bruselas. Allí trabajó a favor de un teatro nacional belga en francés, generando polémica con la edición de pasquines y artículos periodísticos. Además de numerosos artículos en periódicos, Delmotte también editó algunos libros y obras de teatro en los que muestra la clase media belga.

## Obra
- Monsieur Du Bois, ou Nouvelle noblesse, comédie en 3 actes et en prose, par M. Henri Delmotte. (Bruxelles, Théâtre royal du Parc, 15 mars 1845; et Monnaie, 18 mars 1845.).
- Comédies M. Du Bois ou la nouvelle Noblesse. Le Début. Comment on dovint Conseiller. Le Lanceur d'Affaires. Paris: Sandoz & Fischbacher, 1873.

- Datos: Q1366305